# Laster der Menschheit
Laster der Menschheit ist ein Ende 1926 gedrehter deutscher Stummfilm unter der Regie von Rudolf Meinert mit Asta Nielsen in der Hauptrolle.

## Handlung
Die Opernsängerin Tamara ist stark von Kokain abhängig. Abhängig von ihrem Manager Mangol, der sich auch als ihr Kokslieferant betätigt, geht dieser in ihrem Haus ein und aus und benutzt dieses als seinen Drogenumschlagplatz. Durch ihre Sucht hat Tamara inzwischen sowohl ihren Mann als auch ihre Tochter verloren, die bei ihrem Exmann aufwächst. Um ihr größeres Leid zu ersparen, hat dieser beider Tochter erzählt, dass die Mutter gestorben sei. Als ihre Tochter eine Abends im Publikum sitzt, wird sie zur großen Bewunderin von Tamaras Sangeskunst.
Für den skrupellosen Mangol ist das junge Mädchen nichts anderes, als eine weitere potenzielle Kundin, die er kokainabhängig machen will. Doch diesmal ist Tamara auf der Hut; Mangol soll nicht auch noch das Leben ihrer Liebsten verpfuschen. Sie setzt all ihre Kraft daran, die Tochter aus den Fängen des Dealers zu entreißen und will sie zurück in die sicheren Hände ihres Exmannes geben. Für sich selbst sieht Tamara keine Hoffnung mehr und verübt eine Verzweiflungstat, während Mangol von einem seiner Junkie-Kunden mit blanken Händen erwürgt wird.

## Produktionsnotizen
Laster der Menschheit, gelegentlich auch unter dem Kurztitel Laster geführt, entstand zum Jahresende 1926 im Ifa-Atelier, passierte die Filmzensur am 12. Februar 1927 und wurde mit Jugendverbot belegt. Die Uraufführung fand am 5. April 1927 im Marmorhaus statt. Der Siebenakter war 2437 Meter lang.
Die Filmbauten entwarf Robert A. Dietrich. Der Film erhielt das Prädikat „volksbildend“.
Für Asta Nielsen bedeutete Laster der Menschheit eine Rückkehr vor die Kamera nach über einem Jahr Filmabstinenz. Sie war seit Jahresende 1925 von der deutschen Filmindustrie boykottiert worden.

## Rezeption
Paimann’s Filmlisten resümierte: „Das Sujet ist trotz seiner Tendenz durch die starke Handlung interessant, besonders gelungen in der Zeichnung des Milieus, während die Nielsen in der Rolle der Kokainistin eine ihrer reifsten Leistungen bietet. Auch Abel spielt ausgezeichnet. Das übrige Ensemble ist ebenso wie die Aufmachung und die Photographie in jeder Hinsicht zufriedenstellend.“

„Ich hatte ein neuartiges Filmsujet angenommen, das mich sehr interessierte, es hieß ‚Laster der Menschheit‘. Die weibliche Hauptrolle sollte eine Mutter sein, die, durch und durch Kokainistin, alles daransetzt, ihre Tochter vor diesem Übel und den Menschen, die ein Gewerbe damit treiben, zu bewahren. Nach meiner Meinung eine ‚tolle Rolle‘. Die Nielsen könnte sie ja spielen – die Nielsen ist die einzige –, aber die Nielsen hatte schon lange nicht mehr gedreht.“